# 接続 (微分幾何学)
微分幾何学において接続（せつぞく、英: connection）とは、多様体のファイバーバンドル上に平行移動の概念を定義する事ができる数学的構造である。ただし数学的な取り扱いを容易にするため、平行移動の概念で直接的に接続を定義するのではなく、実質的に等価な別概念を用いて接続を定義する。
接続概念はゲージ理論やチャーン・ヴェイユ理論で用いられる。特にチャーン・ヴェイユ理論の特殊ケースとして、曲面に関する古典的なガウス・ボンネの定理を一般の偶数次元多様体に拡張するのに役立つ。
接続は元々はクリストッフェル並びにレヴィ-チヴィタ、リッチによってリーマン多様体上に導入された概念（レヴィ-チヴィタ接続）であるが、一般のベクトルバンドル上の接続（Koszul接続）や主バンドルの接続（主接続）にも拡張され、さらに一般のファイバーバンドルの接続へと拡張された。ただし実際に研究が進んでいるのは、ベクトルバンドルとその主バンドルに対する接続概念である。
以下、本項では特に断りがない限り、多様体、関数、バンドル等は全てC∞級の場合を考える。よって紛れがなければ「C∞級」を省略して単に多様体、関数、バンドル等という。また特に断りがない限りベクトル空間は実数体上のものを考える。

## 概要
多様体M上のベクトル場YとM上の{\displaystyle c(t)}に対し、Yの{\displaystyle c(t)}に沿った「方向微分」を定義することを考える。ユークリッド空間における微分を参考にすると、 
{\displaystyle \lim _{\Delta t\to 0}{Y_{c(t+\Delta t)}-Y_{c(t)} \over \Delta t}}
のように定義するのがよいように思えるが、多様体上では{\displaystyle c(t+\Delta t)}と{\displaystyle c(t)}は別の点なので、両者の差{\displaystyle Y_{c(t+\Delta t)}-Y_{c(t)}}は意味も持たない。しかし{\displaystyle Y_{c(t+\Delta t)}}を{\displaystyle c(t)}まで「平行移動」できれば、平行移動の結果{\displaystyle \tau _{t}{}^{t+\Delta t}(Y_{c(t+\Delta t)})}と{\displaystyle Y_{c(t)}}の差を取る事で「方向微分」を定義でき、これをYの{\displaystyle c(t)}に沿った共変微分{\displaystyle {\tfrac {\nabla }{dt}}Y_{c(t)}}という。

逆に{\displaystyle c(t)}に沿った共変微分{\displaystyle {\tfrac {\nabla }{dt}}Y_{c(t)}}が定義できていれば、
{\displaystyle {\frac {\nabla }{dt}}Y_{c(t)}=0}
が恒等的に成立している事をもって、Yは{\displaystyle c(t)}に沿って平行と呼ぶことで平行の概念を定義できる。
このように平行移動と共変微分は実質的に同値な概念であり、多様体のベクトル場に対して平行移動・共変微分を定義できる構造を多様体（の接バンドル）の接続という。

接続概念から定まる平行移動により、（何ら構造が定義されていない）多様体では無関係なはずの点{\displaystyle c(t+\Delta t)}におけるベクトル{\displaystyle Y_{c(t+\Delta t)}}を{\displaystyle c(t)}におけるベクトル{\displaystyle Y_{c(t)}}と「接続」して関係づける事ができ、これが「接続」という用語の語源である。
上では接バンドルに対する接続を説明したが、より一般にベクトルバンドルの接続、あるいはさらに一般にファイバーバンドルの接続を考える事ができる。上述のように平行移動と共変微分は実質的に同値な概念なので、平行移動・共変微分のうち、定義しやすい方をもとにして接続概念を定義すればよい。
そこでベクトルバンドルの場合は共変微分を、一般のファイバーバンドルの場合は平行移動をベースにして接続概念を定義する。

接続によって定まるもう一つの重要概念として曲率があり、これはファイバーバンドルの「曲がり具合」を表している。特に接ベクトルバンドルの曲率は多様体それ自身の「曲がり具合」とみなせる。曲率概念は歴史的には3次元ユークリッド空間{\displaystyle \mathbb {R} ^{3}}内の曲面に対して定義されたものだが、実は「外の空間」である{\displaystyle \mathbb {R} ^{3}}がなくても定義できる曲面に内在的な量である事が示されたので、これを一般のリーマン多様体（の接ベクトルバンドル）、さらには一般のファイバーバンドルに対して拡張したものである。多様体に内在的な量としてみなしたとき、曲率の幾何学的意味は、閉曲線に沿ってベクトルを一周平行移動したとき、もとのベクトルとどの程度ずれるかを測った量であるとみなせる。

## ベクトルバンドルの接続
本節ではまずリーマン多様体の接続であるレヴィ-チヴィタ接続の定義を述べ、次により一般的なベクトルバンドルに対する接続の定義を述べる。

### レヴィ-チヴィタ接続の定義
Mを{\displaystyle \mathbb {R} ^{n}}の部分多様体とし、{\displaystyle c(t)}をM上の曲線とし、さらに{\displaystyle v(t)}を{\displaystyle c(t)}上定義されたMのベクトル場とし（すなわち各時刻tに対し、{\displaystyle v(t)}は{\displaystyle v(t)\in T_{c(t)}M}を満たすとし）、
{\displaystyle {\nabla  \over dt}v(t):=\mathrm {Pr} _{c(t)}\left({d \over dt}v_{c(t)}\right)}
と定義する。ここでPrはMの点c(t)における{\displaystyle \mathbb {R} ^{n}}内の接平面（と自然に同一視可能なTc(t)M）への射影である。またX、YをM上のベクトル場とするとき、
{\displaystyle \nabla _{X}Y|_{P}:={\nabla  \over dt}Y_{\exp(tX)(P)}}
と定義する。ここで{\displaystyle \exp(tX)(P)}は時刻0に点{\displaystyle P\in M}を通るXの積分曲線である。実はこれらの量はMの内在的な量である事、すなわち{\displaystyle \mathbb {R} ^{n}}からMに誘導されるリーマン計量（とその偏微分）のみから計算できる事が知られている。

具体的にはMに局所座標{\displaystyle (x^{1},\ldots ,x^{m})}を取ると、以下のように書ける（アインシュタインの縮約で表記）：
{\displaystyle {\nabla  \over dt}v(t)=\left({d \over dt}v^{i}(t)+{dx^{j}(t) \over dt}v^{k}(t)\Gamma _{jk}^{i}\right){\partial  \over \partial x^{i}}} {\displaystyle \nabla _{X}Y=\left(X^{j}{\partial Y^{i} \over \partial x^{j}}+X^{j}Y^{k}\Gamma _{jk}^{i}\right){\partial  \over \partial x^{i}}}
　　　where {\displaystyle \Gamma _{jk}^{i}={\frac {1}{2}}g^{i\ell }\left({\partial g_{k\ell } \over \partial x^{j}}+{\partial g_{\ell j} \over \partial x^{k}}-{\partial g_{jk} \over \partial x^{\ell }}\right)}
そこで{\displaystyle {\tfrac {\nabla }{dt}}v(t)}や{\displaystyle \nabla _{X}Y}をリーマン多様体{\displaystyle (M,g)}に内在的な値とみなしたものを考える事ができる。{\displaystyle \nabla _{X}Y}は以下の公理で特徴づけられる事が知られている：
定理 (リーマン幾何学の基本定理) ― M上のベクトル場の組にM上のベクトル場を対応させる汎関数∇で以下の5つの性質をすべて満たすものが唯一存在する。このを{\displaystyle (M,g)}のレヴィ-チヴィタ接続といい、{\displaystyle \nabla _{X}Y}をレヴィ-チヴィタ接続から定まるYのXによる共変微分という：
1. {\displaystyle \nabla _{fX+gY}Z=f\nabla _{X}Z+g\nabla _{Y}Z} (関数に関する左線形性)
2. {\displaystyle \nabla _{X}(aY+bZ)=a\nabla _{X}Y+b\nabla _{X}Z}(実数に関する右線形性)
3. {\displaystyle \nabla _{X}(fY)=X(f)Y+f\nabla _{X}Y}　（ライプニッツ則）
4. {\displaystyle \nabla _{X}Y-\nabla _{Y}X=[X,Y]} (捻れなし）
5. {\displaystyle Z(g(X,Y))=g(\nabla _{Z}X,Y)+g(X,\nabla _{Z}Y)} （計量との両立）

ここでX、Y、ZはM上の任意の可微分なベクトル場であり、f、gはM上定義された任意の実数値C∞級関数であり、a、bは任意の実数であり、{\displaystyle fY}は点{\displaystyle u\in M}において{\displaystyle f(u)Y_{u}}となるベクトル場であり、{\displaystyle X(f)}はfのX方向微分であり、{\displaystyle [X,Y]}はリー括弧である。

{\displaystyle {\tfrac {\nabla }{dt}}v(t)}は{\displaystyle \nabla _{X}Y}を曲線上に制限したものとして定義できる。

### ベクトルバンドルの接続の定義
{\displaystyle \pi ~:~E\to M}を可微分多様体M上のベクトルバンドルとし（E、Mのいずれにもリーマン計量が入っているとは限らない）、{\displaystyle \Gamma (E)}をEの切断全体の集合とし、{\displaystyle {\mathcal {X}}(M):=\Gamma (TM)}をM上のベクトル場全体の集合とする。
ベクトルバンドルの接続は前述したレヴィ-チヴィタ接続の公理的特徴づけの5つの性質のうち3つを使って定義される。
定義 (ベクトルバンドルの接続) ― 関数
{\displaystyle \nabla ~:~(X,s)\in {\mathfrak {X}}(M)\times \Gamma (E)\mapsto \nabla _{X}s\in \Gamma (E)}
で以下の性質を満たすものをE上のKoszul接続（英: Koszul connection）あるいは単に接続（英: connection）といい、{\displaystyle \nabla _{X}s}を接続{\displaystyle \nabla }が定めるsのX方向の共変微分という：
1. {\displaystyle \nabla _{f_{1}X+f_{2}Y}s=f_{1}\nabla _{X}s+f_{2}\nabla _{Y}s} (関数に関する左線形性)
2. {\displaystyle \nabla _{X}(as_{1}+bs_{2})=a\nabla _{X}s_{1}+b\nabla _{X}s_{2}}(実数に関する右線形性)
3. {\displaystyle \nabla _{X}(fs)=X(f)s+f\nabla _{X}s}　（ライプニッツ則）

Mの接ベクトルバンドルTMの接続の事を特にアフィン接続（英: affine connection）という。
ここでX、YはM上の任意のベクトル場であり、s、s1、s2はEの任意の切断であり、a、bは実数であり、f、f1、f2はM上定義された任意の実数値可微分関数であり、{\displaystyle fs}は点uにおいて{\displaystyle f(u)s_{u}}となるEの切断であり、{\displaystyle X(f)}はfのX方向微分である。
上述の定義から、一般のベクトルバンドルの接続もレヴィ-チヴィタ接続と同様、
{\displaystyle \nabla _{X}s=\left(X^{j}{\partial s^{i} \over \partial x^{j}}+X^{j}s^{k}\Gamma _{jk}^{i}\right)e_{i}}
という形で書ける。ここで{\displaystyle (x^{1},\ldots ,x^{m})}はMの局所座標であり、{\displaystyle (e_{1},\ldots ,e_{n})}はEの局所的な基底である。ただしもちろんレヴィ-チヴィタ接続と違い{\displaystyle \Gamma ^{i}{}_{jk}}は計量で書けるとは限らない。

さらに以下の定義をする：
定義 ― 
- E上に計量gが定義されているとき、レヴィ-チヴィタ接続の公理的特徴づけの4番目の性質を満たす{\displaystyle \nabla }をgと両立する接続（英語版）という[16]
- {\displaystyle E=TM}である場合、すなわち{\displaystyle \nabla }がアフィン接続の場合、レヴィ-チヴィタ接続の公理的特徴づけの5番目の性質を満たす{\displaystyle \nabla }を捩れなしであるという。

リーマン幾何学の基本定理から、レヴィ-チヴィタ接続とは、唯一の計量と両立する捻れなしのアフィン接続として特徴づけられる。

#### 曲線上の微分
Mの曲線{\displaystyle c(t)=(x^{1}(t),\ldots ,x^{m}(t))}上に切断{\displaystyle s(t)}が定義されているとき、接続の成分表示の{\displaystyle X=X^{i}{\tfrac {\partial }{\partial x^{i}}}}を形式的に{\displaystyle {\tfrac {dc}{dt}}={\tfrac {dx^{i}}{dt}}{\tfrac {\partial }{\partial x^{i}}}}に置き換えた
{\displaystyle {\nabla  \over dt}s=\left({dx^{j} \over dt}{\partial s^{i} \over \partial x^{j}}+{dx^{j} \over dt}s^{k}\Gamma _{jk}^{i}\right){\partial  \over \partial x^{i}}}
を、曲線{\displaystyle c(t)}に沿った共変微分という。この定義は基底の取り方によらずwell-definedである。

## 平行移動

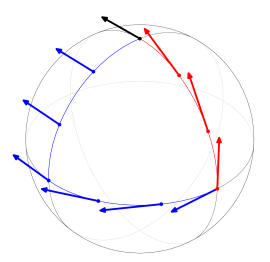
球面上の平行移動。大円で囲まれた三角形上でベクトルを一周平行移動すると、もとに戻ってきたときに元のベクトルには戻らない。

{\displaystyle \pi ~:~E\to M}をベクトルバンドルとし、Mの曲線{\displaystyle c(t)}上定義されたM上のベクトル場{\displaystyle v(t)}が
{\displaystyle {\nabla  \over dt}v(t)=0}
を恒等的に満たすとき、{\displaystyle v(t)}は{\displaystyle c(t)}上平行であるという。また、{\displaystyle c(t_{0})}上の接ベクトル{\displaystyle w_{0}\in T_{c(t_{0})}M}と{\displaystyle c(t_{1})}上の接ベクトル{\displaystyle w_{1}\in T_{c(t_{1})}M}に対し、{\displaystyle v(t_{0})=w_{0}}、{\displaystyle v(t_{1})=w_{1}}を満たす{\displaystyle c(t)}上の平行なベクトル場{\displaystyle v(t)}が存在するとき、{\displaystyle w_{1}}は{\displaystyle w_{0}}を{\displaystyle c(t)}に沿って平行移動（英: parallel transportation  along {\displaystyle c(t)}）した接ベクトルであるという。

ユークリッド空間の平行移動と異なる点として、どの経路{\displaystyle c(t)}に沿って平行移動したかによって結果が異なる事があげられる。この現象をホロノミー（英: holonomy）という。
右図はホロノミーの具体例であり、接ベクトルを大円で囲まれた三角形に沿って一周したものを図示しているが、一周すると元のベクトルと90度ずれてしまっている事が分かる。

{\displaystyle c(t)}に沿って{\displaystyle w_{0}\in T_{c(0)}M}を{\displaystyle c(t)}まで平行移動したベクトルを{\displaystyle \varphi _{c,t}(v)\in T_{c(t)}M}とすると{\displaystyle \varphi _{c,t}~:~T_{c(0)}M\to T_{c(t)}M}は線形変換である。また共変微分は平行移動で特徴づけられる：
定理 (共変微分の平行移動による特徴づけ) ― 多様体M上の曲線{\displaystyle c(t)}とMのベクトルバンドルEの{\displaystyle c(t)}に沿った切断{\displaystyle s(t)\in E_{c(t)}}を考えるとき、{\displaystyle c(t)}に沿った平行移動を{\displaystyle \varphi _{a,t}}とすると、以下が成立する：
{\displaystyle {\nabla s \over dt}(a)}{\displaystyle =\left.{d \over dt}\varphi _{a,t}{}^{-1}(s(t))\right|_{t=a}}
上述のように平行移動があれば共変微分が定義できるので、一般のファイバーバンドルではむしろ平行移動に基づいて接続概念を定義する。

E上に計量gが定義されていてしかも∇が計量と両立しているとすると、以下が成立する：
定理 ― 
平行移動は計量を保つ。すなわちM上の曲線{\displaystyle c(t)}に沿った平行移動を{\displaystyle \varphi _{c,t}}とすると、任意の{\displaystyle v,w\in E_{c(0)}}に対し、以下が成立する：
{\displaystyle g(\varphi _{c,t}(v),\varphi _{c,t}(w))=g(v,w)}

## 接続形式
本章では接続∇の「接続形式」という概念を述べる。本章で述べるように、むしろ接続形式から接続を定義したほうが数学的な構造を探る上で有利な点があり、このアイデアに沿って接続を定式化したのが後の章で述べる主バンドルの接続概念である。

### 定義
{\displaystyle (e_{1},\ldots ,e_{m})}を開集合{\displaystyle U\subset M}上で定義されたEの局所的な基底とするとき、接続形式を以下のように定義する：
定義 (接続形式) ― 行列{\displaystyle \omega (X)}を
{\displaystyle (\nabla _{X}e_{1},\ldots ,\nabla _{X}e_{m})=(e_{1},\ldots ,e_{m})\omega (X)}
により定義し、Xに{\displaystyle \omega (X)}を対応させる行列値の1-形式{\displaystyle \omega =(\omega ^{i}{}_{j})_{ij}}を局所的な基底{\displaystyle (e_{1},\ldots ,e_{m})}に関する接続∇の接続形式（英: connection form）という
接続形式が与えられれば
{\displaystyle \nabla _{X}s=X(s^{j})e_{j}+s^{j}\omega ^{i}{}_{j}(X)e_{i}}
により接続を再現できるので、この意味において接続形式は接続∇の情報をすべて含んでいる。

### 性質
接続概念において重要な役割を果たす平行移動の概念は接続形式ωと強く関係しており、底空間Mの曲線{\displaystyle c(t)}に沿って定義された局所的な基底{\displaystyle (e_{1}(t),\ldots ,e_{n}(t))}をtで微分したものが接続形式{\displaystyle \omega ({\tfrac {dc}{dt}}(0))}に一致する。

よって特に（レヴィ・チヴィタ接続などの）∇がEの計量と両立する接続の場合、∇による平行移動は回転変換、すなわち{\displaystyle SO(n)}の元なので、その微分である接続形式ωは{\displaystyle SO(n)}のリー代数{\displaystyle {\mathfrak {so}}(n)}の元、すなわち歪対称行列である：
定理 ― ∇がE上の計量と両立するとき、{\displaystyle (e_{1},\ldots ,e_{n})}をEの局所的な正規直交基底とすると、{\displaystyle (e_{1},\ldots ,e_{n})}に関する接続形式ωは{\displaystyle {\mathfrak {so}}(n)}の元である。すなわちωは歪対称行列である。

このように接続形式を用いるとベクトルバンドルの構造群（上の例では{\displaystyle SO(n)}）が接続形式の構造をリー群・リー代数対応により支配している事が見えやすくなる。
上では回転群{\displaystyle \mathrm {SO} (n)}の場合を説明したが、{\displaystyle \mathrm {GL} _{n}(\mathbb {C} )}（を自然に{\displaystyle \mathrm {GL} _{2n}(\mathbb {R} )}の部分群とみなしたもの）や{\displaystyle \mathrm {U} _{n}(\mathbb {C} )}、物理学で重要なシンプレクティック群やスピン群に対しても同種の性質が証明でき、接続形式がリー群・リー代数対応により支配されている事がわかる。
こうした事実は接続概念を直接リー群と接続形式とで記述する方が数学的に自然である事を示唆する。後で説明する、リー群の主バンドルに対する接続はこのアイデアを定式化したもので、主バンドルの接続は接続形式に相当するものを使って定義される。

そこで本項では、まずベクトルバンドルの接続と主バンドルの接続の両方を包括する概念であるファイバーバンドルの接続概念を導入する。この概念は「そもそも平行移動とは何か」を直接的に定式化したもので、この概念それ自身が接続形式の言葉で記述されるわけではない。
そして次にファイバーバンドルの接続概念を用いて主バンドルの接続概念を定義すると同時に、主バンドルの接続を接続形式の言葉で再定式化し、ベクトルバンドルの接続と主バンドルの接続の接続形式の言葉で記述する。

## ファイバーバンドルの接続
主バンドルの接続を定義する前準備として、一般のファイバーバンドルに対する接続を定義する。後述するように、主バンドルの接続はファイバーバンドルに対する接続で群作用に対して普遍になるものである。
すでに述べたように研究が進んでいるのばベクトルバンドルの接続なので、そのような目的のためにはこの一般の接続概念は必要ない。しかしファイバーバンドルの接続により、ベクトルバンドルの接続と次章に述べる主バンドルの接続とを統一的な視点から語る事ができるようになり、主バンドルの接続に基づいてベクトルバンドルの接続の性質をそれに対応する主バンドルの接続と対応付けて調べる事ができる。

### 定義に至る背景
{\displaystyle \pi ~:~E\to M}をベクトルバンドルとし、∇をこのバンドルのKoszul接続とする。M上の任意の曲線c(t)とc(t)上の任意の切断s(t)で平行なものに対し、s(t)をE上の曲線とみなしたときに{\displaystyle {\tfrac {ds}{dt}}}が入るTeEの部分空間を「水平部分空間」と呼ぶ。
以上のように接続∇から水平部分空間が定まるが、逆に水平部分空間の情報があれば接続を再現できる事も知られている。
このことからベクトルバンドルの場合は接続概念は水平部分空間の概念は等価なので、一般のファイバーバンドルに対する接続を水平部分空間の概念を用いて定義する事にする。

### 定義
以上の考察を元に、ファイバーバンドルの接続を定義する。そのためにまず「垂直部分空間」という概念を定義する。{\displaystyle \pi ~:~E\to M}をファイバーFを持つファイバーバンドルとし、e∈EをEの元とするとしπが誘導する写像を{\displaystyle \pi _{*}~:~TE\to TM}とするとき、
{\displaystyle {\mathcal {V}}_{e}:=\{\xi \in T_{e}E\mid \pi _{*}(\xi )=0\}=T_{e}(E_{\pi (e)})}
を、eにおけるTeEの垂直部分空間（英: vertical subspace）という。そしてファイバーバンドルの接続を以下のように定義する：
定義 (接続) ― 
ファイバーバンドル{\displaystyle \pi ~:~E\to M}の（C∞級の）接続(英: connection){\displaystyle \{{\mathcal {H}}_{e}\}_{e\in E}}とは、Eの各点eにおけるTeMの部分空間{\displaystyle {\mathcal {H}}_{e}}の族でeに関してC∞級であり、以下の性質を満たすものである：
{\displaystyle T_{e}E={\mathcal {V}}_{e}\oplus {\mathcal {H}}_{e}}
{\displaystyle {\mathcal {H}}_{e}}をeにおける水平部分空間（英: horizontal subspace）という。

### 名称に関して
ファイバーバンドルの接続のことをエーレスマン接続（英: Ehresmann conection）と呼ぶ場合があるが、主バンドルに対する接続の事を「エーレスマン接続」と読んでいる書籍もあるので注意が必要である。なお主バンドル上においても両者の概念は同値ではなく、ファイバーバンドルの接続のうち構造群の作用に関して不変なものを主バンドルの接続と呼ぶ。
両者の区別のため、一般のファイバーバンドルの接続を一般の接続（英: general connection）、主バンドルの接続を主接続（英: principal connection）と呼ぶ場合がある。
またファイバーバンドルの接続のうち、完備なもののみを「エーレスマン接続」と呼ぶ場合もある。なおエーレスマン自身による定義では完備性を仮定していた。

### 平行移動、共変微分

#### 平行移動
{\displaystyle \pi ~:~E\to M}をファイバーバンドルとし、{\displaystyle \{{\mathcal {H}}_{e}\}_{e\in E}}をその接続とする。
定義 ― 
M上の曲線{\displaystyle c(t)}上定義された切断{\displaystyle s(t)}が平行であるとは、
{\displaystyle {ds \over dt}(t)\in {\mathcal {H}}_{s(t)}}
が任意のtに対して成立する事をいう。
接続の定義から、
{\displaystyle \pi _{*}|_{{\mathcal {H}}_{e}}:|~{\mathcal {H}}_{e}\to T_{\pi (e)}M}
はベクトル空間としての同型であるので、この逆写像
{\displaystyle \mathrm {Lift} _{e}~:~T_{\pi (e)}M\to {\mathcal {H}}_{e}}
を考える事ができる。{\displaystyle \mathrm {Lift} _{e}(v)}を{\displaystyle v\in T_{\pi (e)}M}のeへの水平リフト（英: horizontal lift）という。水平リフトの定義から明らかなように、切断{\displaystyle s(t)}が平行である必要十分条件は
{\displaystyle {\tfrac {d}{dt}}s(t)=\mathrm {Lift} _{s(t)}\left({\tfrac {d}{dt}}c(t)\right)}
を満たす事である。

#### 共変微分
定理 ― sをMの開集合上で定義された切断とし、XをMのベクトル場とするとき
{\displaystyle \nabla _{X}s=s_{*}(X)-\mathrm {Lift} (X)}
をsのX方向の共変微分という。
同様にM上の曲線{\displaystyle c(t)}に沿った切断{\displaystyle s(t)}に対し、{\displaystyle s(t)}の{\displaystyle c(t)}に沿った共変微分を
{\displaystyle {\frac {\nabla }{dt}}s(t)={\frac {d}{dt}}s(t)-\mathrm {Lift} _{s(t)}({\frac {d}{dt}}c(t))}
により定義する。この事からすなわち、共変微分{\displaystyle {\tfrac {\nabla }{dt}}s(t)}とは、平行移動からのズレを表す量である事がわかる。

### 一般の接続からベクトルバンドルの接続へ
ベクトルバンドルのKoszul接続から一般の接続概念が得られる事をすでに見たが、逆にベクトルバンドル上の（一般の）接続が定める共変微分がKoszul接続の公理を満たす条件は以下の通りである：
定理 (Koszul接続の条件) ― {\displaystyle \pi ~:~E\to M}をベクトルバンドルとし、{\displaystyle \{{\mathcal {H}}_{e}\}_{e\in E}}を{\displaystyle \pi ~:~E\to M}のファイバーバンドルとしての接続する。さらに{\displaystyle \phi ~:~{\mathcal {V}}_{e}{\tilde {\to }}E_{\pi (e)}}を垂直部分空間{\displaystyle {\mathcal {V}}_{e}}と{\displaystyle E_{\pi (e)}}の自然な同一視とする。
このとき以下の条件は同値である：
- {\displaystyle \{{\mathcal {H}}_{e}\}_{e\in E}}が定義する共変微分を∇とすると、{\displaystyle \phi \circ \nabla }はKoszul接続の公理を満たす。
- 任意の{\displaystyle \lambda \in \mathbb {R} }、{\displaystyle e\in E}に対し、{\displaystyle {\mathcal {H}}_{\lambda e}=(m_{\lambda })_{*}({\mathcal {H}}_{e})}

ここでmλはベクトル{\displaystyle e\in E}をλ倍した{\displaystyle \lambda e\in E}に写す写像とする。
Koszul接続から一般の接続概念を誘導する方法と（上記の定理の条件を満たす）一般の接続概念からKoszul接続を誘導する方法は「逆写像」の関係にあり、上記の定理の条件を満たす一般の接続概念とKoszul接続は1:1に対応する。

## 主バンドルの接続

### 定義
主バンドルの接続は、ファイバーバンドルの接続で群作用に対して不変になるものである。すなわち、
定義 (主接続の定義) ― Gをリー群とし、{\displaystyle \pi ~:~P\to M}を構造群Gを持つ主バンドルとする。{\displaystyle \pi ~:~{\mathcal {P}}\to M}のC∞級の（主バンドルとしての）接続(英: connection)あるいは主接続（英: principal connection）{\displaystyle \{{\mathcal {H}}_{p}\}_{p\in P}}とは、Pの各点pにおけるTpMの部分空間{\displaystyle {\mathcal {H}}_{p}}の族でpに関してC∞級であり、任意の{\displaystyle p\in P}に対し以下の性質を満たすものである：
- {\displaystyle T_{p}P={\mathcal {V}}_{p}\oplus {\mathcal {H}}_{p}}
- 任意の{\displaystyle g\in G}に対し、{\displaystyle (R_{g})_{*}({\mathcal {H}}_{p})={\mathcal {H}}_{pg}}

ここで{\displaystyle {\mathcal {V}}_{p}}は垂直部分空間{\displaystyle {\mathcal {V}}_{e}:=\{\xi \in T_{e}P\mid \pi _{*}(\xi )=0\}=T_{e}(P_{\pi (e)})}であり、{\displaystyle (R_{g})_{*}}は{\displaystyle g\in G}のPへの右からの作用{\displaystyle R_{g}~:~p\in P\to pg\in P}がTPに誘導する写像である。{\displaystyle {\mathcal {H}}_{p}}をpにおける水平部分空間という。

### リー代数を使った定式化
本節では、前節で定義した主バンドルの接続概念をリー代数を使って特徴づける。後述するようにこちらの定義が自然にベクトルバンドルの接続と対応する。
そのために基本ベクトル場の概念を導入する。Gをリー群とし、{\displaystyle {\mathfrak {g}}}をそのリー代数とし、さらに{\displaystyle \pi ~:~P\to M}をG-主バンドルとするとき、リー代数の元{\displaystyle A\in {\mathfrak {g}}}と点{\displaystyle p\in P}に対し、
{\displaystyle {\underline {A}}_{p}:=\left.{\frac {d}{dt}}(p\cdot \mathrm {exp} (tA))\right|_{t=0}\in T_{p}P}
により、P上のベクトル場{\displaystyle {\underline {A}}}を定義する。{\displaystyle {\underline {A}}}をAに対応するP上の基本ベクトル場（英: fundamental vector field on P associated to A）という。
基本ベクトル場の定義より明らかに各{\displaystyle p\in P}に対し、写像
{\displaystyle \zeta _{p}~:~A\in {\mathfrak {g}}\mapsto {\underline {A}}_{p}\in {\mathcal {V}}_{p}}
は全単射であるので、ζpの写像の逆写像を考えることができる。この逆写像を分解{\displaystyle T_{p}P={\mathcal {V}}_{p}\oplus {\mathcal {H}}_{p}}の垂直部分空間への射影{\displaystyle V_{p}~:~T_{p}P\to {\mathcal {V}}_{p}}と合成する事で、
{\displaystyle T_{p}P{\underset {V_{p}}{\to }}{\mathcal {V}}_{p}{\underset {\zeta _{p}{}^{-1}}{\overset {\sim }{\to }}}{\mathfrak {g}}}
を作る事ができる。この写像を{\displaystyle {\mathfrak {g}}}に値を取る1-形式とみなしたものを
{\displaystyle \omega _{p}}
とし、各点pにωpを対応させるP上の{\displaystyle {\mathfrak {g}}}値1-形式の場ωを接続形式（英: connection form）という。

以上の議論から明らかに垂直射影からωが定まり、逆にωから垂直射影が定まるのでωによって接続概念を定式化できる：
定義・定理 (接続形式) ― Mを多様体、Gをリー群とし、{\displaystyle {\mathfrak {g}}}をGのリー代数とし、さらに{\displaystyle P}をM上のG-主バンドルとする。{\displaystyle P}上定義された{\displaystyle {\mathfrak {g}}}-値の1-形式のC∞級の場
{\displaystyle \omega ~:~TP\to {\mathfrak {g}}}
で以下を満たすものを{\displaystyle P}の接続形式という：
1. 任意の{\displaystyle A\in {\mathfrak {g}}}、{\displaystyle p\in P}に対し、{\displaystyle \omega _{p}({\underline {A}}_{p})=A}
2. 任意の{\displaystyle g\in G}、{\displaystyle p\in P}に対し、{\displaystyle (R_{g})^{*}\omega _{p}=(\mathrm {Ad} g^{-1})\omega _{p}}

ここで{\displaystyle (R_{g})_{*}}は{\displaystyle g\in G}のPへの右からの作用{\displaystyle R_{g}~:~p\in P\to pg\in P}がTPに誘導する写像であり、Adは随伴表現（英: adjoint representation）
{\displaystyle \mathrm {Ad} (g)~:~{\tfrac {dh}{dt}}(0)\in {\mathfrak {g}}\mapsto \left.{\tfrac {d}{dt}}gh(t)g^{-1}\right|_{t=0}\in {\mathfrak {g}}}
である。
主バンドルとしての接続から前述の方法でPの接続形式が定まり、逆に接続形式ωが0になる方向を水平方向とすることでPに主バンドルとしての接続が再現できるので、両者の定義は同値である。

## ベクトルバンドルの接続と主バンドルの接続の関係性
本節では接続形式の章で述べたアイデアに基づいて、ベクトルバンドルの接続（Koszul接続）と主バンドルの接続（主接続）の関係を述べる。
接続形式の章で見た{\displaystyle \mathrm {SO} (n)}のケースだけでなく{\displaystyle \mathrm {GL} _{n}(\mathbb {R} )}の部分リー群Gに対して両者の関係性を示すため、本章ではまず「G-フレーム」、および「G-フレームバンドル」という概念を導入する。「G-フレーム」はGが{\displaystyle \mathrm {SO} (n)}の場合は正規直交基底に相当するものであり、G-フレームバンドルはG-フレームを束ねてできるバンドルであり、自然にG-主バンドルとみなせる。
次に本章ではEのフレームバンドル上の接続からEのKoszul接続が定まる事を見る。そして構造群Gを持つベクトルバンドルの接続がGと「両立する」事を定義し、最後にG-フレームバンドルの接続の接続形式とベクトルバンドルのGと両立する接続の接続形式が1対1の関係にある事を見る。

### フレームバンドル

#### 定義
「G-フレーム」とは正規直交基底の概念を一般化したもので、Gが{\displaystyle \mathrm {SO} (n)}の場合、G-フレームが正規直交基底に相当する。
定義 ― Gを{\displaystyle \mathrm {GL} _{n}(\mathbb {R} )}の部分リー群とし、{\displaystyle \pi ~:~E\to M}を構造群Gを持つベクトルバンドルとし、uをMの点とし、{\displaystyle e_{1},\ldots ,e_{n}}をEuの基底とする。{\displaystyle e_{1},\ldots ,e_{n}}がEのuにおけるG-フレーム（英: G-flame）であるとは、Eのuにおけるバンドルチャート{\displaystyle U\times \mathbb {R} ^{n}}と{\displaystyle g\in G}が存在し、このバンドルチャート上で
{\displaystyle (e_{1},\ldots ,e_{n})=(ge'_{1},\ldots ,ge'_{n})}
が成立する事を言う。
ここで{\displaystyle e'_{1},\ldots ,e'_{n}}は{\displaystyle \mathbb {R} ^{n}}の標準的な基底であり、{\displaystyle ge_{i}}は線形変換{\displaystyle g\in G\subset \mathrm {GL} _{n}(\mathbb {R} )}をeiに作用させたものである。
構造群Gを持つベクトルバンドルの定義から、G-フレームの定義はバンドルチャートの取り方によらずwell-definedである。

{\displaystyle F^{G}(E)_{u}}を{\displaystyle u\in M}上のG-フレーム全体の集合とすると、
{\displaystyle F^{G}(E):=\bigcup _{u\in M}F^{G}(E)_{u}}
は自然にM上のG-主バンドルをなし、{\displaystyle F^{G}(E)}を構造群Gに関するフレームバンドルという。

### 主接続からKoszul接続の誘導
{\displaystyle \pi ~:~E\to M}をGを構造群を持つベクトルバンドルとし、{\displaystyle F_{G}(E)}をそのフレームバンドルとする。さらにG-主バンドル{\displaystyle F^{G}(E)}に接続形式が{\displaystyle \omega =(\omega ^{i}{}_{j})_{ij}}の接続が入っているとする。開集合{\displaystyle U\subset M}上定義されたEの局所的な基底{\displaystyle e=(e_{1},\ldots ,e_{n})}に対し、
{\displaystyle {\hat {\omega }}:=e^{*}(\omega )}
を、eをUからFG(E)への写像と見たときの接続形式ωのUへの引き戻しとし、{\displaystyle {\hat {\omega }}}を{\displaystyle {\hat {\omega }}=({\hat {\omega }}^{i}{}_{j})_{i,j}}と成分表示する。
定理・定理 ― 
記号を上述のように取る。Eの切断sとM上のベクトル場Xに対し、
{\displaystyle \nabla _{X}s:=X(s^{j})e_{j}+s^{j}{\hat {\omega }}^{i}{}_{j}(X)e_{i}}
と微分演算子∇を定義すると、∇は局所的な基底{\displaystyle e=(e_{1},\ldots ,e_{n})}の取り方によらずwell-definedで、しかも∇はKoszul接続の公理を満たす。∇を{\displaystyle \omega }から誘導される接続という。

### 構造群と接続の両立
Gを{\displaystyle \mathrm {GL} _{n}(\mathbb {R} )}の部分リー群とする。構造群Gを持つベクトルバンドルの接続（Koszul接続）がGと両立する事を以下のように定義する。直観的には平行移動がGの元で書ける事を意味する：
定義 (構造群と両立するKoszul接続) ― Mを連結な多様体とし、Gを{\displaystyle \mathrm {GL} _{n}(\mathbb {R} ^{n})}の閉部分リー群とし、{\displaystyle \pi ~:~E\to M}を構造群Gを持つベクトルバンドルとし、∇を{\displaystyle E\to M}のKoszul接続とする。このとき、∇がGと両立する（英: G-compatible）とは、{\displaystyle \pi ~:~E\to M}の任意の局所自明化
{\displaystyle \varphi ~:~\pi ^{-1}(U){\tilde {\to }}V\times \mathbb {R} ^{n}} where {\displaystyle U\subset M} open、{\displaystyle V\subset \mathbb {R} ^{m}} open
に対し、U内の任意の曲線{\displaystyle u(t)}に沿った平行移動{\displaystyle E_{u(0)}\to E_{u(1)}}がGに属する線形変換である事を言う。
定義より明らかに以下が従う：
定義 ― {\displaystyle \pi ~:~E\to M}を構造群Gを持つベクトルバンドルとする。このとき、G-フレームバンドル{\displaystyle F_{G}(E)}上の接続形式から誘導されたEの接続はGと両立する。
接続がGと両立する事は、接続形式がGのリー代数に入っている事と同値である：
定義 (Gと両立するKoszul接続) ― ∇をE上定義されたKoszul接続とし、{\displaystyle \omega _{e}}をその接続形式とする。∇がGと両立する必要十分条件は、任意の局所的な基底{\displaystyle e=(e_{1},\ldots ,e_{n})}に対し、
{\displaystyle \omega _{e}\in {\mathfrak {g}}}
が成立する事を言う。
接続形式の章では平行移動が常に{\displaystyle \mathrm {SO} (n)}の元で表せるときに接続形式が{\displaystyle \mathrm {SO} (n)}のリー代数に入っている事を示したが、上記の定理はこの事実を{\displaystyle \mathrm {GL} _{n}(\mathbb {R} )}の任意の部分リー群に対して示したものである。

### ベクトルバンドルの接続から主接続の接続へ
Gと両立する接続はフレームバンドルの接続に対応している：
定理 ― Gを構造群として持つベクトルバンドル{\displaystyle E\to M}のKoszul接続∇がGと両立するとき、フレームバンドルFG(E)のある接続形式ωが存在し、∇はωからEに誘導される接続と一致する。
本章の成果をまとめると、以下の結論が得られる：
定義 (主接続とKoszul接続の関係) ― E上のKoszul接続でGと両立するものは{\displaystyle F_{G}(E)}の主接続と1 : 1で対応する。
さらにGと両立するにKoszul接続∇に対応する主接続の接続形式をωとすると、任意の開集合{\displaystyle U\subset M}とU上で定義された{\displaystyle F_{G}(E)}の任意の局所的な切断{\displaystyle e=(e_{1},\ldots ,e_{n})}に対し、
{\displaystyle {\hat {\omega }}_{e}=e^{*}(\omega )}
が成立する。ここで{\displaystyle {\hat {\omega }}_{e}}は{\displaystyle e=(e_{1},\ldots ,e_{n})}を局所的な基底とみなしたときのeに関する∇の接続形式であり、{\displaystyle e^{*}(\omega )}はeをUからFG(E)への写像と見たときの接続形式ωのUへの引き戻しである。

### 共変微分の対応関係
ベクトルバンドル{\displaystyle E\to M}の切断sが与えられたとき、{\displaystyle F_{G}(M)}上の関数
{\displaystyle \psi _{s}~:~(e_{1},\ldots ,e_{n})\in F_{G}(M)\mapsto (s^{1},\ldots ,s^{n})\in \mathbb {R} ^{n}}, where {\displaystyle s=s^{i}e_{i}}

を定義できる。このとき次が成立する：
定理 ― M上の任意のベクトル場Xに対し、以下が成立する：
{\displaystyle \psi _{\nabla _{X}s}=\mathrm {Lift} (X)\psi _{s}}
ここで{\displaystyle \mathrm {Lift} (X)\psi _{s}}は{\displaystyle F_{G}(M)}上のベクトル場{\displaystyle Y:=\mathrm {Lift} (X)}により{\displaystyle F_{G}(M)}上の{\displaystyle \mathbb {R} ^{n}}値関数{\displaystyle \psi _{s}}の各成分を微分した{\displaystyle Y(\psi _{s})}の事である。

## 曲率

### 一般のファイバーバンドルの曲率
ファイバーバンドル{\displaystyle \pi ~:~E\to M}の接続(英: connection){\displaystyle \{{\mathcal {H}}_{e}\}_{e\in E}}が与えられているとき、Eの接ベクトル空間は{\displaystyle T_{e}E={\mathcal {V}}_{e}\oplus {\mathcal {H}}_{e}}と分解できた。そこで
{\displaystyle V_{e}~:~T_{e}E\to {\mathcal {V}}_{e}}、{\displaystyle H_{e}~:~T_{e}E\to {\mathcal {H}}_{e}}

をそれぞれ垂直部分空間、水平部分空間への射影とする。曲率概念はこのVe、Heを使って定義する：
定義 (ファイバーバンドルの曲率形式) ― E上のベクトル場ξ、ηに対し、
{\displaystyle \Omega (\xi ,\eta ):=-V([H(\xi ),H(\eta )])}
をファイバーバンドルEの接続{\displaystyle \{{\mathcal {H}}_{e}\}_{e\in E}}に関する曲率形式という。
ここで{\displaystyle [\cdot ,\cdot ]}はリー括弧である。Ωは{\displaystyle C^{\infty }(E)}-線形であり、よってΩは双線形写像
{\displaystyle \Omega ~:~TE\times TE\to {\mathcal {V}}}
であるとみなせる。 
フロベニウスの定理を用いると、曲率形式が恒等的に0である事は超平面の族{\displaystyle \{{\mathcal {H}}_{e}\}_{e\in E}}が可積分である事と同値である事を示せる。したがって曲率形式は水平部分空間　{\displaystyle \{{\mathcal {H}}_{e}\}_{e\in E}}が可積分ではない度合いを表す量である。

### 主接続の曲率
本節では、主接続の場合に対し、上記で定義した曲率形式をリー代数の言葉で書き換える。Gをリー群とし、{\displaystyle {\mathfrak {g}}}をGのリー代数とし、さらに{\displaystyle \pi ~:~P\to M}をG-主バンドルとし、ωをPの主接続とする。リー代数{\displaystyle {\mathfrak {g}}}におけるリー括弧を使って
{\displaystyle [\omega ,\omega ]_{\mathfrak {g}}(X,Y):=[\omega (X),\omega (Y)]_{\mathfrak {g}}}
と定義し、さらに前の章と同様、リー代数の元に基本ベクトル場を対応させる写像
{\displaystyle \zeta _{p}~:~A\in {\mathfrak {g}}\mapsto {\underline {A}}_{p}\in {\mathcal {V}}_{p}}

を考える。紛れがなければ添字pを省略し単にζと書く。
定理 (主バンドルの接続の曲率) ― 曲率形式Ωは以下を満たす：
- （構造方程式[58]）{\displaystyle \zeta {}^{-1}(\Omega )=d\omega +{1 \over 2}[\omega ,\omega ]_{\mathfrak {g}}\in {\mathfrak {g}}}

紛れがなければ{\displaystyle \zeta {}^{-1}(\Omega )}を単にΩと書き、接続形式ωの曲率形式という。

### ベクトルバンドルの接続の曲率

#### 定義
Koszul接続が定義されたベクトルバンドルの曲率を以下のように定義する：
定義・定理 (曲率) ― 
ベクトルバンドル{\displaystyle \pi ~:~E\to M}の接続{\displaystyle \nabla }に対し、
{\displaystyle R(X,Y)s:=\nabla _{X}\nabla _{Y}s-\nabla _{Y}\nabla _{X}s-\nabla _{[X,Y]}s}  for {\displaystyle X,Y\in {\mathfrak {X}}(M),s\in \Gamma (E)}
を{\displaystyle \nabla }に関する曲率（英: curvature）もしくは曲率テンソル（英: curvature tensor）という。
RはX、Y、sに関して{\displaystyle C^{\infty }(M)}-線形であり、よってRは各点{\displaystyle P\in M}に対し、
{\displaystyle R_{P}\in T^{*}M\otimes T^{*}M\otimes E^{*}\otimes E}
を対応させるテンソル場とみなせる。
さらにKoszul接続の曲率形式を以下のように定義する：
定義 ― UをMの開集合とし、{\displaystyle e=(e_{1},\ldots ,e_{n})}をUにおけるフレームバンドル{\displaystyle F_{G}(M)}の切断とする。このとき、曲率テンソルを
{\displaystyle R(X,Y)e_{j}={\hat {\Omega }}^{i}{}_{j}(X,Y)e_{i}}
と成分表示し、{\displaystyle {\hat {\Omega }}_{e}:=({\hat {\Omega }}^{i}{}_{j})}とすると、Ωeは一般線形群のリー代数
{\displaystyle {\mathfrak {gl}}_{n}(\mathbb {R} )}に値を取る2-形式とみなせる。
{\displaystyle {\hat {\Omega }}_{e}}をeに関するKoszul接続∇の曲率形式（英: curvature form）という。

#### 一般の接続の曲率形式との関係
すでに述べたようにベクトルバンドル{\displaystyle \pi ~:~E\to M}上のKoszul接続∇には、それと対応するファイバーバンドルとしての接続{\displaystyle \{V_{e}\}_{e\in E}}が定義可能であるが、上述したKoszul接続の曲率は前述した一般のファイバーバンドルの曲率形式{\displaystyle \Omega (\xi ,\eta )=-V([H(\xi ),H(\eta )])}と以下の関係を満たす。ここでHは水平部分空間への射影である。
定理 ― 記号を上述のように取る。このとき、M上の点u、ベクトル{\displaystyle X,Y\in T_{u}M}、{\displaystyle s\in E_{u}}に対し、以下が成立する：
{\displaystyle R(X,Y)s=-V(\mathrm {Lift} _{s}(X),\mathrm {Lift} _{s}(Y))}
よって特にKoszul接続の曲率形式{\displaystyle {\hat {\Omega }}_{e}}とは以下の関係を満たす：
{\displaystyle \Omega ^{i}{}_{j}(X,Y)=-\langle e^{i},V(\mathrm {Lift} _{e_{j}}(X),\mathrm {Lift} _{e_{j}}(Y))\rangle }
ここで{\displaystyle e=(e_{1},\ldots ,e_{n})}であり、{\displaystyle (e^{1},\ldots ,e^{n})}はその双対基底である。

#### 主接続の曲率との関係
{\displaystyle E\to M}のフレームバンドル{\displaystyle F_{G}(M)}の曲率形式とKoszul接続の曲率形式は以下の関係を満たす：
定理 ― ベクトルバンドル{\displaystyle E\to M}のフレームバンドル{\displaystyle F_{G}(M)}に接続形式がωの接続が定義されているとし、この接続の曲率形式をΩとする。
さらにこの接続がEに誘導する接続が定義するKoszul接続を∇とし、{\displaystyle e=(e_{1},\ldots ,e_{n})}をMの開集合U上定義された{\displaystyle F_{G}(M)}の切断とし、{\displaystyle {\hat {\Omega }}_{e}}を∇のeに関する曲率形式とする。このとき、以下が成立する： 
{\displaystyle {\hat {\Omega }}_{e}=e^{*}(\Omega )}

## ホロノミー群
本節では特に断りのない限り、{\displaystyle \pi ~:~E\to M}を完備な接続{\displaystyle {\mathcal {H}}=\{{\mathcal {H}}_{e}\}_{e\in E}}が定義されたファイバーバンドルでMが連結なものとする。ここで接続が完備であるとは、M上の任意の曲線{\displaystyle c(t)}上に{\displaystyle c(0)}から{\displaystyle c(1)}までの平行移動を常に定義可能な事を指す。

### 定義
{\displaystyle x_{0}\in M}をMの点とし、{\displaystyle c(t)\in M}をx0からx0自身への区分的になめらかな閉曲線とすると、接続が完備なのでx0のファイバー{\displaystyle E_{x_{0}}}の任意の元eに対し、eを{\displaystyle c(t)\in M}に沿って一周平行移動してできた元を{\displaystyle \varphi _{c}(e)\in E_{x_{0}}}とする事で、{\displaystyle E_{x_{0}}}上の可微分同相写像
{\displaystyle \varphi _{c}~:~E_{x_{0}}\to E_{x_{0}}}
を定義できる。
定理・定義 (ホロノミー群) ― 
{\displaystyle \mathrm {Hol} (E,{\mathcal {H}},x_{0}):=\{\varphi _{c}\mid c}はx0から出てP自身への区分的になめらかな閉曲線{\displaystyle \}}
は閉曲線の連結に関して自然に群構造をなす。この群をEの{\displaystyle {\mathcal {H}}}に関するx0におけるホロノミー群（英: holonomy group）という。

### ホロノミーリー代数
{\displaystyle u\in M}における接ベクトル{\displaystyle v\in T_{u}M}に対し、{\displaystyle e\in E_{u}}に{\displaystyle v}のeでの水平リフトを対応させる
{\displaystyle e\in E_{u}\mapsto \mathrm {Lift} _{e}(v)\in {\mathcal {H}}_{e}\subset T_{e}E}
をファイバー{\displaystyle E_{u}}上の切断とみなしたものを{\displaystyle \mathrm {Lift} (v_{u})}と書く。
2つのベクトル{\displaystyle v_{u},w_{u}\in T_{u}M}に対し、{\displaystyle \mathrm {Lift} (v_{u})}、{\displaystyle \mathrm {Lift} (w_{u})}はいずれも{\displaystyle E_{u}}上のベクトル場なので、曲率形式Ωに対して、
{\displaystyle \Omega (\mathrm {Lift} (v_{u}),\mathrm {Lift} (w_{u}))\in VE=TE_{u}}
を定義でき、これは{\displaystyle E_{u}}上のベクトル場とみなせる。さらに{\displaystyle u_{0}\in M}をfixし、uから{\displaystyle u_{0}}までつなぐ曲線{\displaystyle c(t)}に沿って{\displaystyle \Omega (\mathrm {Lift} (v_{u}),\mathrm {Lift} (w_{u}))}を平行移動したものを{\displaystyle \Omega _{c}(\mathrm {Lift} (v_{u}),\mathrm {Lift} (w_{u}))}と書く。
定理・定義 ― 
{\displaystyle E_{u_{0}}}上のベクトル場全体の集合{\displaystyle {\mathfrak {X}}(E_{u_{0}})}をリー括弧に関する「無限次元リー代数」とみなしたとき、
{\displaystyle \{\Omega _{c}(\mathrm {Lift} (v_{u}),\mathrm {Lift} (w_{u}))|x\in M,v,w\in T_{u}M,c}はxからx0までつなぐM上の曲線{\displaystyle \}}
を含む最小の（C∞-位相に関する）閉部分線形空間
を
{\displaystyle \mathrm {hol} (E,{\mathcal {H}},x_{0})}
と書くとき、{\displaystyle \mathrm {hol} (E,{\mathcal {H}},x_{0})}は{\displaystyle {\mathfrak {X}}(E_{x_{0}})}の部分リー代数になっている。
{\displaystyle \mathrm {hol} (E,{\mathcal {H}},x_{0})}をホロノミーリー代数（英: holonomy Lie algebra）という。
実は以下の定理が成立する。なお、以下の定理は主バンドルに対するAmbrose–Singerの定理を任意のファイバーバンドルに一般化したものである：
定理 (Ambrose-Singerの定理の一般化) ― ホロノミーリー代数{\displaystyle \mathrm {hol} (E,{\mathcal {H}},x_{0})}が有限次元であれば、以下が成立する：
- ホロノミー群{\displaystyle G:=\mathrm {Hol} (E,{\mathcal {H}},x_{0})}は{\displaystyle \mathrm {hol} (E,{\mathcal {H}},x_{0})}をリー代数として持つリー群である[64]。
- あるG-主バンドル{\displaystyle \pi '~:~P\to M}、およびGのファイバー{\displaystyle E_{x_{0}}}への作用が一意に存在し、{\displaystyle \pi '~:~P\to M}と{\displaystyle E_{x_{0}}}へのG作用を使って作った{\displaystyle E_{x_{0}}}バンドルは{\displaystyle \pi ~:~E\to M}と同型である[64]。
- 主バンドル{\displaystyle \pi '~:~P\to M}には主バンドルとしての接続（詳細次章）が一意に存在し、この接続が上述の{\displaystyle E_{x_{0}}}バンドルに誘導する接続は{\displaystyle \pi ~:~E\to M}との接続と同一である[64]。

## 接続の歴史
接続は、歴史的にはまずリーマン幾何学において見出された。接続の概念のはじまりをどこに置くかについては諸説あるが、クリストッフェルの研究をその淵源とする見方がある。クリストッフェルは1869年の論文で、座標変換の導関数が満たす関係式の研究を通じ、現在クリストッフェル記号とよばれる量を発見した。これを用いて、リッチはその学生であるレヴィ＝チヴィタとともに、彼らが絶対微分学とよんだ、共変微分を用いる今でいうテンソル解析の計算の手法をつくりあげた。
レヴィ＝チヴィタはまた、1916年に、リーマン幾何学における接ベクトルの平行移動の概念を発見し、これが共変微分によって記述されることをみつけた（レヴィ-チヴィタ接続の名前はこのことによる）。1918年にワイルはそれを一般化して、アフィン接続の概念に到達した。ここで「接続」にあたる語（独: Zusammenhang）がはじめて使用された。
それからすぐに、エリ・カルタンによって、さらなる一般化が行われた。カルタンはクラインのエルランゲン・プログラムの局所化を試みていたのである。1920年代にカルタンは、微分形式を用いた記述によって、現在カルタン接続と呼ばれるものを発見していった。カルタンのこの仕事により、リーマン幾何学だけでなく、共形幾何学、射影幾何学などのさまざまな幾何学を研究するための基礎が築かれた。
しかしカルタンの記述は、微分幾何学の他の基本的概念の整備が進んでいない当時、理解されづらいものだった。その仕事をよりわかりやすいものにして発展させるために、カルタンの学生にあたるCharles Ehresmannは、1940年代から主バンドルやファイバーバンドルを研究した。1951年の論文でEhresmannは、主バンドルの接続を、接分布を用いる方法と微分形式による方法の両方で定義した（ファイバーバンドルの接続）。
その一方で、1950年にJean-Louis Koszulは、ベクトル束の接続の代数的定式化を与えた（ベクトルバンドルの接続）。Koszulの定式化によると、クリストッフェル記号を明示的に用いる必要は必ずしもなくなり、接続の取り扱いは容易になった。

## 注